# Latifur Rehman
Latifur Rehman (1 januari 1929 - 27 februari 1987) was een Indiaas/Pakistaans hockeyer.
Rehman won met de Indiase ploeg in 1948 de gouden medaille. Rehman verhuisde naar Pakistan en in 1956 verloor hij met de Pakistaanse ploeg de olympische finale van India.

## Resultaten
- 1948  Olympische Zomerspelen in Londen
- 1952 4e Olympische Zomerspelen in Helsinki
- 1956  Olympische Zomerspelen in Melbourne